# Episodi di Entourage (quarta stagione)
La quarta stagione di Entourage è stata trasmessa negli Stati Uniti d'America dal 17 giugno al 2 settembre 2007 su HBO.
In Italia è stata trasmessa dal 9 agosto al 13 settembre 2010 su FX.
| nº | Titolo originale             | Titolo italiano                 | Prima TV USA     | Prima TV Italia   |
| -- | ---------------------------- | ------------------------------- | ---------------- | ----------------- |
| 1  | Welcome to the Jungle        | Benvenuti nella giungla         | 17 giugno 2007   | 9 agosto 2010     |
| 2  | The First Cut Is the Deepest | Una carriera in pericolo        | 24 giugno 2007   | 9 agosto 2010     |
| 3  | Malibooty                    | Maliboo                         | 1º luglio 2007   | 16 agosto 2010    |
| 4  | Sorry, Harvey                | Beverly Hills                   | 8 luglio 2007    | 16 agosto 2010    |
| 5  | The Dream Team               | Squadra vincente                | 15 luglio 2007   | 23 agosto 2010    |
| 6  | The WeHo Ho                  | Ricchi si nasce, non si diventa | 22 luglio 2007   | 23 agosto 2010    |
| 7  | The Day Fuckers              | La scommessa                    | 29 luglio 2007   | 30 agosto 2010    |
| 8  | Gary's Desk                  | L'ufficio di Eric               | 5 agosto 2007    | 30 agosto 2010    |
| 9  | The Young and the Stoned     | Giovani e Sfrattati             | 12 agosto 2007   | 6 settembre 2010  |
| 10 | Snow Job                     | L'agente innamorato             | 19 agosto 2007   | 6 settembre 2010  |
| 11 | No Cannes Do                 | Il viaggio impossibile          | 26 agosto 2007   | 13 settembre 2010 |
| 12 | The Cannes Kids              | Tutti a Cannes                  | 2 settembre 2007 | 13 settembre 2010 |